# 黄花岗街道
黄花岗街道，是中华人民共和国广东省广州市越秀区下辖的一个乡镇级行政单位，位于越秀区东北部。东至广州大道中；南至天河路、东风东路；西至执信南路、先烈南路、原道路；北至广深铁路。

## 行政区划
黄花岗街道下辖以下地区：
永福社区、科苑社区、永泰社区、云鹤社区、空司社区、区庄社区、犀牛北社区、东环社区、菜寮社区、执信社区、水荫南社区、御龙庭社区、水荫社区、农本社区和水荫西社区。

## 交通

### 地铁
█5号线：区庄站、动物园站

█6号线：区庄站、黄花岗站

## 名胜古迹
黄花岗七十二烈士墓、庚戍新军烈士墓、史坚如墓、朱执信墓、冯如墓、邓仲元墓、华侨五烈士墓、杨仙逸墓、张民达墓、范鸿泰墓、潘达微墓、五十四军赴印缅作战阵亡将士纪念亭、执信中学建筑群